# حالة أم البيض
حالة أم البيض هي منطقة غير مأهولة في جزيرة سترة شرق مملكة البحرين. كان يسكن في المنطقة 150 من العرب السنة في عام 1905 ولكن مات الكثير منهم في أواخر عقد 1910 نتيجة انتشار وباء الجدري الذي أسفر عن مقتل أكثر السكان الأصليين في سترة (أغلبهم من السكان السنة).
أهم أعيان حالة أم البيض هو عبد الله بن أحمد بن سليمان وأبناؤه حاليا يسكنون في مدينة الرفاع ويذكر بأن الحالة بعد رحيل أهلها عنها تحولت إلى سكن لبعض الأجانب لعقود ثم انتقلوا منها في في عقد 1990 وحاليا أصبحت مهجورة.